# Gerzensee (Gewässer)
Der Gerzensee ist ein See zwischen den Ortschaften Gerzensee, Mühledorf und Kirchdorf im Kanton Bern, Schweiz.
Sein Wasserspiegel liegt durchschnittlich auf einer Höhe von 603 Meter über Meer. Der See ist bei normalem Wasserstand im Schnitt etwa 8,5 m und maximal 11 m tief und hat eine Fläche von 0,25 km², womit er zu den mittelgrossen Voralpenseen in der Schweiz gehört.

## Lage
Der Gerzensee liegt am Südosthang des Belpberges zwischen dem Aaretal und dem Gürbetal in einer rund hundert Meter über den beiden Talebenen gelegenen, hügeligen Landschaft. Seine Nordhälfte gehört zum Gebiet der Gemeinde Gerzensee, die Südhälfte teilen sich Mühledorf und Kirchdorf.
Besonders vom nördlichen Ende aus hat man einen guten Panoramablick auf die Berner Alpen, insbesondere auf Eiger, Mönch und Jungfrau sowie Niesen und Stockhorn, die sich im See spiegeln.

## Nutzung
Der See ist ein Naturschutzgebiet und ist im Besitz des «Studienzentrums Gerzensee» der Schweizerischen Nationalbank. Er ist beinahe rundherum mit Schilf und Bäumen (hauptsächlich Birken) umsäumt. Es gibt keinen Fussweg um den See. Dieser ist für die Allgemeinheit nicht zugänglich. Am Gerzensee befinden sich zwei Badestellen, die aber nur von der Bevölkerung der Anstössergemeinden benutzt werden dürfen. Das Befahren mit Booten und das Fischen sind generell verboten.

## Geologie
Der Gerzensee ist in der Geologie bekannt geworden durch die von Eicher und Siegenthaler 1976 veröffentlichten Ergebnisse ihrer wissenschaftlichen Bohrungen der Seesedimente, die wesentlich zu unserem Wissen über die letzten Abschnitte der Eiszeit beigetragen haben.